# USS Stringham (DD-83)
USS Stringham (DD–83/APD-6) là một tàu khu trục lớp Wickes của Hải quân Hoa Kỳ trong giai đoạn Chiến tranh thế giới thứ nhất. Nó lại tiếp tục phục vụ trong Chiến tranh Thế giới thứ hai như một tàu vận chuyển cao tốc với ký hiệu lườn APD-6. Nó là chiếc tàu chiến thứ hai của Hải quân Hoa Kỳ được đặt tên theo Chuẩn đô đốc Silas Horton Stringham.

## Thiết kế và chế tạo
Stringham được đặt lườn tại xưởng tàu của hãng Fore River Shipbuilding Company ở Quincy, Massachusetts vào ngày 19 tháng 9 năm 1917, được hạ thủy vào ngày 30 tháng 3 năm 1918; được đỡ đầu bởi Bà Edward B. Hill, và được đưa ra hoạt động vào ngày 2 tháng 7 năm 1918 dưới quyền chỉ huy của hạm trưởng, Trung tá Hải quân N. E. Nichols.

## Lịch sử hoạt động

### Chiến tranh thế giới thứ nhất
Sau khi đưa vào biên chế, Stringham được phân nhiệm vụ hộ tống đoàn tàu vận tải và chống tàu ngầm cho đến hết chiến tranh. Khi quay trở về Hoa Kỳ vào năm 1919, nó được phân về Đội Khu trục 6 thuộc Lực lượng Khu trục của Hạm đội Đại Tây Dương. Ngoại trừ một giai đoạn 6 tháng, từ tháng 12 năm 1919 đến tháng 6 năm 1920, khi nó hoạt động với một biên chế rút gọn, Stringham tiếp tục hoạt động cùng Hạm đội Đại Tây Dương cho đến giữa năm 1922. Trong thời gian này, Hải quân áp dụng phương thức đặt tên lườn tàu bằng chữ-số, và Stringham có ký hiệu lườn DD-83 áp dụng từ ngày 17 tháng 7 năm 1920. Đến ngày 2 tháng 6 năm 1922, nó được cho xuất biên chế tại Xưởng hải quân Philadelphia.

### Chiến tranh thế giới thứ hai

#### 1940-1942
Stringham bị bỏ không cho đến năm 1940, khi nó được cho chuyển đến Xưởng hải quân Norfolk để cải biến thành một tàu vận chuyển cao tốc. Ngày 2 tháng 8, Stringham được xếp lại lớp với ký hiệu lườn mới APD-6, và đến ngày 11 tháng 12, nó được cho tái biên chế trở lại tại Norfolk, nơi nó hoạt động cho đến giữa năm 1942. Vai trò của nó chủ yếu hộ tống các đoàn tàu vận tải ven biển dọc theo vùng bờ Đông Hoa Kỳ và đi đến nhiều căn cứ khác nhau trong vùng biển Caribe. Ngày 18 tháng 4 năm 1942, Stringham tấn công một tàu ngầm đối phương, nhưng không thể xác nhận tiêu diệt, cho dù có nhiều váng dầu nổi lên ngay sau cuộc tấn công. Ngày hôm sau, nó đi vào Norfolk và tiến hành các cuộc thực tập đổ bộ trong vịnh Chesapeake cho đến đầu tháng 7.
Ngày 6 tháng 7, Stringham khởi hành từ Norfolk cùng một đoàn tàu vận tải hướng đến vùng kênh đào Panama. Nó băng qua kênh đào vào ngày 13 tháng 7, trình diện cùng Tư lệnh Lực lượng Đông Nam Thái Bình Dương, và tiếp tục đi về phía Tây. Sau các chặng dừng tại quần đảo Society và Fiji, nó đi đến Espiritu Santo thuộc quần đảo New Hebrides vào ngày 14 tháng 8. Hai ngày sau, nó lại ra khơi, thực hiện chuyến đầu tiên trong vô số những chuyến đi tiếp tế để giúp tăng cường cho lực lượng Thủy quân Lục chiến đang bám trụ căn cứ mới chiếm được tại Guadalcanal.
Chiến dịch Guadalcanal có đặc tính độc đáo so với các chiến dịch đổ bộ khác tại Thái Bình Dương trong Chiến tranh thế giới thứ hai. Cả Hoa Kỳ lẫn Nhật Bản đều không có ưu thế hải quân vượt trội so với đối phương, mà trong những trường hợp khác là yếu tố đảm bảo thắng lợi. Lực lượng hải quân tương đối đồng đều của mỗi phía là một mối đe dọa thường trực cho con đường tiếp tế của phía bên kia. Do đó, cả hai bên đều dựa vào việc vận chuyển tốc độ cao, cải biến những chiếc tàu khu trục giống như Stringham, vốn được vũ trang tốt để vận chuyển và đủ nhanh để có thể tránh né các tàu chiến trang bị mạnh hơn. Trong khi phần đóng góp của các đơn vị lớn của hạm đội Mỹ không hề bị xem nhẹ, cuộc chiến tại Guadalcanal phần lớn là trận chiến giữa các tàu vận chuyển cao tốc. Stringham và những chiếc APD chị em đã thành công trong khi đối thủ Nhật Bản của họ không thể so bằng; họ đã duy trì việc tiếp tế cho lực lượng Thủy quân Lục chiến trú đóng.
Trong chuyến đi thứ hai đến Guadalcanal vào ngày 23 tháng 8, một quả ngư lôi đã đi sượt qua phía đuôi con tàu, và nó nhanh chóng đáp trả kẻ tấn công. Stringham thả 11 quả mìn sâu; buộc tàu ngầm đối phương phải bỏ chạy; nhưng sau đó lại mất dấu đối thủ. Cho dù thủy thủ đoàn lúc đó tin rằng họ đã đánh đắm được chiếc tàu ngầm, các thẩm tra sau này không thể xác nhận chiến công đó. Không lâu sau vụ đụng độ với tàu ngầm, Stringham được lệnh gia nhập một nhóm tàu chiến đang tìm cách kéo tàu khu trục Blue, vốn bị trúng ngư lôi chiều tối hôm trước, quay trở lại Tulagi. Tuy nhiên, cao điểm của trận Đông Solomons ác liệt sắp diễn ra buộc đội hình yếu kém này phải bỏ lại Blue để tìm nơi ẩn náu. Vì vậy, Blue bị đắm lúc 22 giờ 23 phút ngày 23 tháng 8. Stringham tiếp nối các chuyến đi tiếp tế tại khu vực quần đảo Solomon cho đến ngày 5 tháng 10, khi nó khởi hành từ Nouvelle-Calédonie quay trở về vùng bờ biển California.

#### 1943
Sau sáu tuần sửa chữa tại Xưởng hải quân Mare Island, Stringham quay trở lại khu vực Nam Thái Bình Dương, chỉ để hoạt động trong một thời gian ngắn. Đang khi hoạt động tại vịnh Pepasala thuộc quần đảo Russell vào ngày 26 tháng 2 năm 1943, một cơn cuồng phong mạnh đã làm nó mắc cạn trên một rặng san hô. Khi tìm cách cơ động thoát ra, nó buộc phải chạy lui để tránh va chạm với tàu khu trục Humphreys, và làm hỏng chân vịt bên mạn phải. Sau khi được sửa chữa khẩn cấp tại Tulagi, nó lại lên đường quay trở về Xưởng hải quân Mare Island để sửa chữa, đến nơi vào ngày 16 tháng 4.
Trong sáu tháng tiếp theo, Stringham hoạt động dọc theo dãy quần đảo Solomon khi lực lượng Đồng Minh tiếp tục tiến lên. Vào giữa tháng 8, nó tham gia cuộc độ lên Vella Lavella thuộc miền Trung Solomon; kết quả của chiến dịch này đã cắt đứt đường tiếp tế của quân Nhật đến Kolombangara đồng thời cung cấp cho phía Đồng Minh những căn cứ không quân quan trọng. Vào ngày 27 tháng 10, nó cùng sáu tàu APD chị em cùng nhiều tàu nhỏ khác đưa một lực lượng New Zealand đổ bộ lên các đảo Mono và Stirling thuộc nhóm quần đảo Treasury; và đến tháng 11 nó lại tham gia cuộc tấn công lên đảo Bougainville tại vịnh Nữ hoàng Augusta.
Vào ngày sau lễ Giáng sinh năm 1943, Stringham tham gia lực lượng Hoa Kỳ đánh bọc sườn đảo Bismarck tại mũi Gloucester gầm mỏm cực Nam đảo New Britain. Từ vị trí này, lực lượng Đồng Minh có thể tiếp tục tiến quân theo hai hướng: về phía Tây bọc phía sau đảo New Guinea hoặc lên phía Bắc đến quần đảo Admiralty để cô lập Kavieng và Rabaul. Stringham đã tham gia một chiến dịch trên mỗi hướng này.

#### 1944
Vào ngày 2 tháng 1 năm 1944, Stringham hỗ trợ cho lực lượng đổ bộ lên Saidor, New Guinea; và vào tháng 3 lại hỗ trợ cho cuộc chiếm đóng Emirau. Trong giai đoạn giữa hai chiến dịch này, nó giúp vào việc đổ bộ lên quần đảo Green, nhóm đảo cực Bắc của quần đảo Solomon nằm giữa Buka và New Ireland.
Vào mùa Xuân năm 1944, tư duy chiến lược của phía Đồng Minh tập trung vào khu vực Trung Thái Bình Dương, con đường ngắn nhất để tấn công Nhật Bản. Vì vậy, Stringham quay trở về quần đảo Hawaii cùng với binh lính Thủy quân Lục chiến trên tàu, tất cả chuẩn bị cho cuộc chiếm đóng quần đảo Mariana. Đợt tấn công đầu tiên bắt đầu ở Saipan vào ngày 15 tháng 6 năm. Stringham cho đổ bộ binh lính của nó vào ngày hôm sau, rồi tiếp tục tuần tra ngoài khơi Saipan trong suốt thời gian diễn ra Trận chiến biển Philippine 19 và 20 tháng 6. Đến ngày 22 tháng 6, đội Phá hoại dưới nước (UDT) 7 được chuyển từ tàu khu trục Brooks sang Stringham để thực hiện giai đoạn đổ bộ lên Tinian của chiến dịch Mariana. Chiếc tàu vận chuyển cao tốc thực hiện các cuộc bắn phá và quấy rối rời rạc tại đây, và đến ngày 10 tháng 7 cho đổ bộ các nhóm UDT lên bờ do thám hai bãi đổ bộ tiềm năng. Ngay trước khi cuộc đổ bộ thực sự diễn ra vào ngày 24 tháng 7, những người nhái trong nhóm tiến hành một hoạt động giả vào ban ngày tại thị trấn Tinian nhằm đánh lạc hướng sự chú ý của quân Nhật khỏi các bãi đổ bộ chính. Nó hoàn tất các nhiệm vụ cùng với đội UDT tại Mariana vào ngày 28 tháng 7, lên đường quay trở về Espiritu Santo ngang qua đảo san hô Eniwetok.
Stringham đang tiến hành các cuộc tập trận tại vịnh Purvis thuộc đảo Florida nhằm chuẩn bị cho cuộc tấn công chiếm đóng Palau khi Đội UDT 7 lại tham gia cùng nó vào ngày 5 tháng 9. Đến ngày 12 tháng 9, nó cùng các người nhái có mặt ngoài khơi bờ biển Angaur cùng với Đội đặc nhiệm 32.5. Lúc 10 giờ 35 phút, đội UDT được cho đổ xuống Peleliu mở con đường qua các bãi mìn dày đặc. Trưa hôm đó, nó kéo tàu khu trục Afoa đến eo biển Kossol, rồi quay trở lại hoạt động cùng đội UDT cho đến ngày 27 tháng 9, khi nó lên đường đi đến đảo Manus. Tại đây nó neo đậu dọc theo tàu khu trục Clemson. Trong đêm 3 tháng 10, một đám cháy bùng phát trên Clemson, lan sang Stringham phía giữa và đuôi tàu, bắt lửa vào số xuồng cao su và các bao chất nổ của đội UDT. Stringham trôi dạt ra khỏi nơi neo đậu sau khi cắt đứt các dây neo, và cuối cùng thủy thủ đoàn cũng kiểm soát được hỏa hoạn.

#### 1945
Stringham quay trở về Hoa Kỳ để đại tu, sửa chữa và nâng cấp. Nó chỉ quay lại khu vực Tây Thái Bình Dương vào ngày 17 tháng 3 năm 1945, khi nó gia nhập lực lượng phòng thủ phía Nam tại Saipan, và khởi hành hướng đến Okinawa vào ngày 26 tháng 3. Chiếc tàu vận chuyển cao tốc đi đến ngoài khơi Okinawa vào ngày 2 tháng 4, một ngày sau khi cuộc đổ bộ đầu tiên diễn ra, và tuần tra tại khu vực đổ bộ cho đến ngày 7 tháng 4, khi nó khởi hành đi Guam. Trong giai đoạn này, nó đã bắn cháy hai máy bay tấn công cảm tử Kamikaze, một chiếc vào ngày 3 và chiếc kia vào ngày 6 tháng 4; chiếc thứ nhất tuy vậy vẫn đâm trúng thành công tàu đổ bộ LST-599, trong khi chiếc kia phải từ bỏ việc tấn công Stringham do hỏa lực phòng không dày đặc, chuyển sang nhắm vào một tàu khu trục khác, nhưng đều bị trượt cả hai.
Stringham hộ tống một đoàn tàu vận tải khác từ Guam đến quần đảo Ryukyu, đi đến Okinawa vào ngày 22 tháng 4. Nó ở lại đây năm ngày mà không gặp sự kiện gì, rồi quay trở lại Guam. Trên đường đi, nó hộ tống cho chiếc tàu bệnh viện Comfort, vốn bị máy bay kamikaze đánh trúng; Comfort đã lấy lại được khả năng tự di chuyển mà không cần trợ giúp, nhưng Stringham tiếp tục hộ tống con tàu bị hư hại cho đến khi được thay phiên bởi tàu khu trục Wickes.
Đang khi ở lại Guam, Stringham bị tàu khu trục La Vallette đâm phải. Mạn phải của chiếc tàu vận chuyển cao tốc bị hư hại, cũng như là cầu tàu, khoang thủy thủ đoàn phía trước và hầu hết thiết bị điện. Vì vậy, nó được lệnh quay trở về Hoa Kỳ để sửa chữa. Con tàu về đến San Diego vào ngày 19 tháng 6, và được cải biến trở lại thành một tàu khu trục; vào ngày 25 tháng 6 nó lấy lại ký hiệu lườn cũ DD-83. Tuy nhiên, việc chiến tranh kết thúc vào ngày 15 tháng 8 khiến mọi công việc sửa chữa và cải biến được dừng lại, và đến cuối tháng đó, nó được quyết định cho xuất biên chế tại Philadelphia.
Vào tháng 9, Stringham khởi hành từ San Diego, băng qua kênh đào Panama để hướng đến Philadelphia, nơi nó trình diện cùng Tư lệnh Quân khu Hải quân 4 vào ngày 26 tháng 9. Nó được cho xuất biên chế vào ngày 9 tháng 11 năm 1945, và tên nó được rút khỏi danh sách Đăng bạ Hải quân vào ngày 5 tháng 12 năm 1945. Stringham bị tháo dỡ tại Philadelphia trong tháng 3 năm 1946.

## Phần thưởng
Stringham được tặng thưởng chín Ngôi sao Chiến trận do thành tích phục vụ trong Chiến tranh thế giới thứ hai.